# Yulián Díaz
Yulián David Díaz Montañez, noto semplicemente come Yulián Díaz (9 marzo 1995), è un giocatore di calcio a 5 colombiano.

## Carriera
Talento precoce, Díaz è stato capocannoniere del campionato sudamericano di calcio a 5 Under-20 2014 del quale, inoltre, è stato eletto miglior giocatore assoluto. Con la nazionale colombiana ha disputato una Coppa del Mondo e due edizioni di Copa América.